# Cristian Penilla
Cristian Anderson Penilla Caicedo (Esmeraldas, 1991. május 2. –) ecuadori labdarúgó, a mexikói Pachuca középpályása.